# کارلوتا باریلی
کارلوتا باریلی (ایتالیایی: Carlotta Barilli؛ ‏ ۲ سپتامبر ۱۹۳۵ – ۱۵ ژوئیهٔ ۲۰۲۰) بازیگر اهل ایتالیا بود.
از فیلم‌هایی که وی در آن نقش داشته‌است، می‌توان به بیشتر از یک معجزه و ۱۹۰۰ اشاره کرد.